# Piper gymnophyllum
Piper gymnophyllum är en pepparväxtart som beskrevs av C. Dc.. Piper gymnophyllum ingår i släktet Piper och familjen pepparväxter. Inga underarter finns listade i Catalogue of Life.